# Яцек Гуґо-Бадер
Яцек Александер Гуґо-Бадер (пол. Jacek Aleksander Hugo-Bader; нар. 9 березня 1957, Сохачев)  — польський журналіст, репортер, мандрівник.
Педагог за освітою, викладав у спеціалізованій школі, а також працював у бакалійній крамниці, вантажив вагони, важив поросят на приймальному пункті, консультував молодят у службі шлюбних консультацій, керував дистриб'юторською компанією.
Увесь цей час належав до антикомуністичної опозиції.
1990 року став журналістом провідної польської газети «Gazeta Wyborcza». Спеціалізується на колишньому СРСР. Писав про центральну Азію, Китай, Монголію й Тибет, який об'їздив на велосипеді.

## «Біла гарячка»
Книжку репортажів Яцека Гуґо-Бадера «Біла гарячка» переклали українською.
Яцек Гуґо-Бадер. Біла гарячка. — Київ: Темпора, 2012, ISBN 978-617-569-055-0.
«Біла гарячка» — це репортажі зі світу соціальних низів колишнього СРСР. Автор мандрує Москвою, азійською частиною Росії, Донбасом, Кримом, Придністров'ям, пірнаючи на саме дно людського життя.

## Відзнаки
«Репортер року» в Польщі 2004 року.